# رود اوستیا
رود اوستیا (انگلیسی: Ustya) یک رودخانه در استان آرخانگلسک کشور روسیه است.